# Corral de comedias

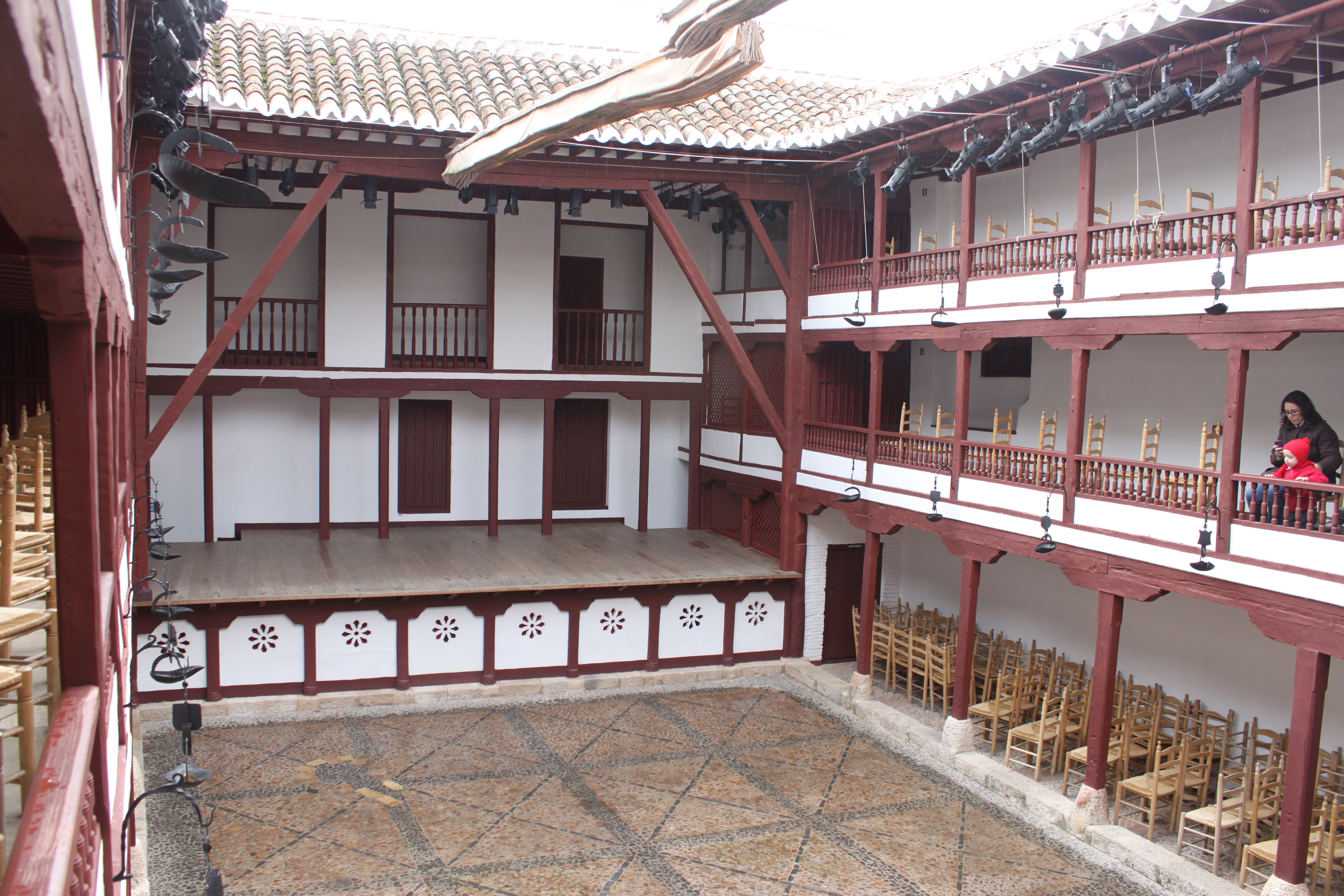
Corral de Comedias de Almagro, o único que se conserva em Espanha como era no século XVII

Corral de comedias (tradução literal: "curral de comédias") é a designação dada em Espanha a um teatro permanente instalado no pátio de casas plebeias. São espaços cénicos que surgiram no início do século XVI e tiveram um papel destacado no desenvolvimento do teatro do Século de Ouro Espanhol. Foram os primeiros teatros permanentes existentes em Espanha depois do desaparecimento do Império Romano.
Durante esse período o teatro teve uma importância extraordinária em Espanha, com grandes autores como Lope de Vega, Juan Pérez de Montalbán, Tirso de Molina e Calderón de la Barca. Foram então criados novas formas de representação cénica. Todas as obras teatrais profanas eram chamadas "comédias", uma designação que abarcava três géneros: a tragédia, o drama e a comédia propriamente dita.

## História
Antes de finais do século XVI não havia edifícios dedicados ao teatro em Espanha. As representações de "comédias" eram realizadas no pátio de casas ou pousadas, onde era improvisado um palco e cenário no fundo de um dos lados. Os três lados restantes serviam de galerias para o público mais abastado; os restantes espectadores assistiam aos espectáculos de pé, no pátio a céu aberto. Esta estrutura foi mantida nos teatros permanentes construídos a partir do fim do século XVI, chamados corrales de comedias, os quais utilizavam o espaço fechado, retangular e descoberto, do pátio central de um quarteirão de casas.

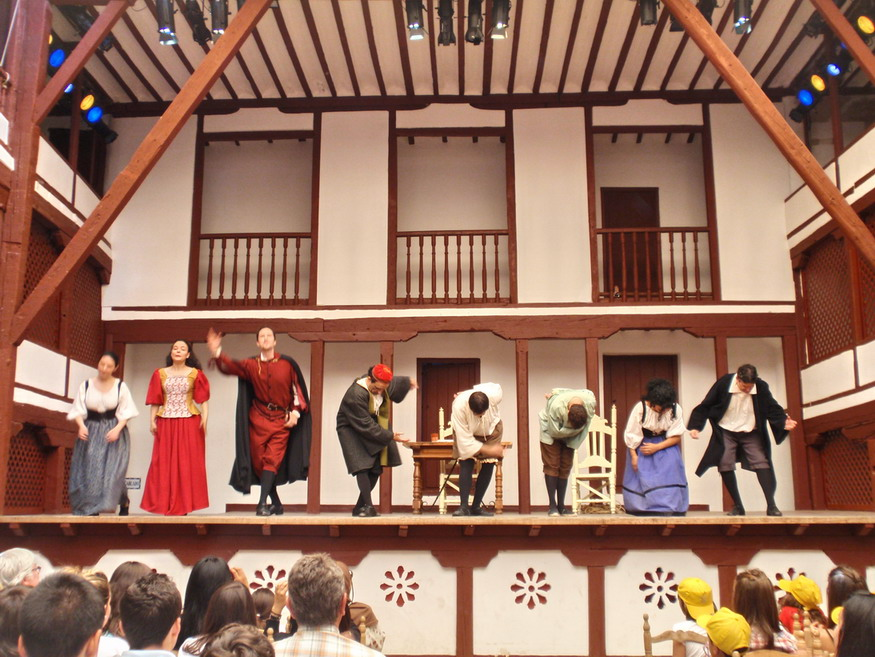
Representação no Corral de comedias de Almagro

O palco era instalado num extremo do pátio, contra a parede do fundo. Em frente ao palco situava-se o pátio descoberto, no fim do qual se sentavam os chamados mosqueteiros. As varandas e as janelas das casas contíguas formavam os chamados aposentos reservados à nobreza, homens e mulheres. Em Madrid, acima da cazuela (lit: "panela"; termo correspondente ao português coloquial galinheiro) situavam-se os camarotes dos vereadores do ayuntamiento e outras autoridades, como o presidente do Conselho de Castela. No andar mais altos situavam-se os desvanes (sótãos), camarotes muito pequenos, entre os quais se encontrava a teryúlia dos religiosos e uma segunda cazuela.
O palco e as bancadas laterais eram protegidas por um beiral. Um toldo de tela permitia cobrir o corral para resguardar do sol o público do pátio e evitava que houvesse umas zonas iluminadas e outras na penumbra, tanto no palco como no pátio. Provavelmente também melhorava a acústica do recinto, evitando que a voz dos atores se desvanecesse.
Esta disposição é semelhante aos dos teatros isabelino da mesma época em Inglaterra.
Aberto em 1579, o Corral de la Cruz foi o primeiro teatro permanente construído em Madrid segundo este modelo, para as confrarias. Estas instituições de beneficência pública obtinham os seus fundos através das representações teatrais e da exploração dos corrales. O número destes teatros aumentou rapidamente depois de 1600, respondendo ao entusiasmo do público para a nova forma de espectáculo.
Atualmente, o corral de comedias mais antigo que se conserva, ainda que parcialmente, é o Corral de Comedias de Alcalá. O único que está completo é o de Almagro, onde todos os anos decorre  Festival Internacional de Teatro Clássico. Em 2005 foram encontrados restos de um corral de comedias em Torralba de Calatrava, o qual em 2006 o município local pretendia restaurar. Devido à sua tipologia, supõe-se que a função teatral era secundária.
Este tipo de teatro também chegou à América, como demonstra a existência de um corral de comedias em Tecali de Herrera, México, construído cerca de 1540.

## Regulamentos
O primeiro regulamento sobre o funcionamento dos corrales foi publicado pelo Conselho Real de Castela para os corrales de Madrid, tendo sido depois estendido a todo o reino. Entre as suas disposições, inclui-se a presença de um alguacil (aguazil; oficial de justiça) cuja função era zelar para que:
| “ | [...] não haja ruídos, nem alvoroços, nem escândalos, e que os homens e mulheres estejam separados, tanto nos assentos como nas entradas e saídas, para que não façam coisas desonestas [...] | ” |